# Jósika Kálmán
Báró branyicskai Jósika Kálmán (Kolozsvár, 1837 – Budapest, 1910. augusztus 6.) földbirtokos, újságíró, színműíró. Jósika Miklós unokaöccse.

## Pályája
Báró Jósika Imre (Jósika Miklós regényíró öccse) és Gingeli Anna fia. Kolozsvárt és Bécsben tanult. Jogi pályára lépett, a szükséges képesítéseket megszerezve, de később, több évi külföldi utazásaiból hazatérve, többnyire irodalommal foglalkozott Budapesten. 1858-ban nősült meg.
1877 előtt a Szépművészetek Csarnokát és folytatását, a Budai Lapokat, majd több alkalommal rövid ideig a Magyar Állam című lapot szerkesztette. 1877. január elejétől, az alapítástól 1885. december végi megszűnéséig a budapesti Magyar Korona című politikai napilap szerkesztője volt. Publicisztikai munkásságát konzervatív katolikus felfogás jellemezte.
Mint színműíró az 1870-es években a hazai társadalmi dráma egyik képviselője. Francia nyomokon haladó színműveinek cselekménye külföldön játszódik, alakjaiban is sok az idegen vonás.

## Munkái
- Báró Jósika Kálmán beszélyei (Pest, 1856)
- A két jó barát Dráma. 5 felv. (Pest, 1871)
- A lelkész Regény, két kötet (Pest, 1871)
- Messaline Dráma 5 felv. (Pest, 1873)
- Báró Jósika Kálmán színművei A két jó barát; Salome (Pest, 1873)
- Marenya Dráma 5 felv. (Budapest, 1875). Először a Nemzeti Színház mutatta be 1879. szeptember 26-án
- Az ateisztikus irodalom veszélyes befolyása a társadalomra (Budapest, 1875)
- Vallás, politika és társadalom Egyházpolitikai, társadalmi és szépirodalmi apróbb művek gyűjteménye (Budapest, 1877)
- A grófi család titkai Regény (Budapest, 1899)
- Látszat és valóság Regény (Budapest, 1902)